# Dubonnet

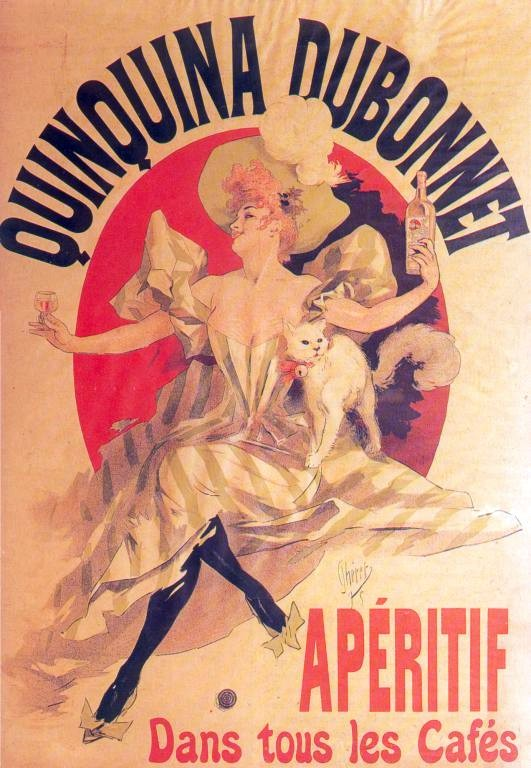
Dubonnet

Dubonnet – aperitify pochodzenia francuskiego o zawartości alkoholu 14,8%.
Dubonnet powstał pod koniec XIX w., nazywano go wtedy quinquina dubonnet. Podstawowym składnikiem napojów jest wyciąg z chinaryndyny. Nazywa się je winami china, ponieważ zawierają chininę. Aperitif występuje w dwóch odmianach: z białego i z czerwonego wina.
Rodzaje:
- Byrrh
- Saint Raphael
- Lillet
- Cap corse